# Pauliluc River
Pauliluc River är ett vattendrag i Guam (USA).   Det ligger i kommunen Inarajan, i den södra delen av Guam, 21 km söder om huvudstaden Hagåtña. Tinago River är ett biflöde. Paulinac River mynnar ut i Pauliluc Bay.